# Pietrzykowice (Silésie)
Pour les articles homonymes, voir Pietrzykowice.
Pietrzykowice est une localité polonaise de la gmina de Łodygowice, située dans le powiat de Żywiec en voïvodie de Silésie.